# Scollo

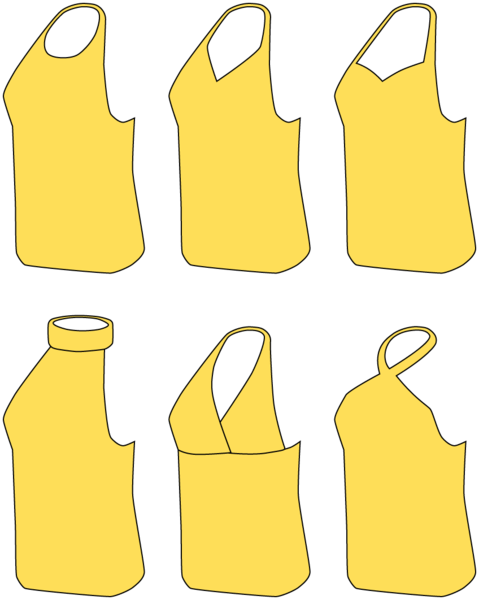
Vari tipi di scolli (grembiuli) nella moda femminile

Lo scollo o scollatura è la parte di un indumento che circonda il collo dell'indossatore. Il modo in cui esso assume forme diverse dipende fortemente dal sesso dell'indossatore e dalla moda.

## Scollo
Esistono diversi tipi di scollo, che possono variare a seconda della moda del periodo e del luogo. Generalmente lo scollo può essere alto ed avvolgere interamente o parzialmente il collo, come nel caso di alcuni tipi di maglie tipo il lupetto o il dolcevita, o girocollo, quando invece è all'altezza dell'inizio del collo. Nel secondo caso si può effettuare un'ulteriore distinzione fra scollo a "V" o tondo, a seconda della forma che esso assume.

## Scollatura
Si parla di scollatura, quando lo scollo lascia completamente scoperto il collo e una parte più o meno ampia del petto e, nel caso di scollature particolarmente profonde, delle spalle. Benché esistano magliette e canottiere maschili dotate di scollatura, nella maggior parte dei casi si tratta di un elemento tipico dell'abbigliamento femminile, presente su abiti, bluse ed altri capi. Nel caso delle scollature femminili, le varianti sono molto più numerose, e possono variare per profondità e per ampiezza. Fra le più diffuse, si ricordano:
- Scollatura a barca: scollatura che parte dalla zona più alta delle spalle, che rimangono parzialmente scoperte, e scende fino al petto con forma tondeggiante.
- Scollatura quadrata: scollatura simili a quella a barca, ma dotata di linee dritte anziché tondeggianti. In questo modo, le spalle dell'indossatrice sono completamente coperte.
- Scollatura a cuore: non si tratta di una vera e propria scollatura, ma più che altro di un foro ricavato sul petto dell'abito, e che spesso lascia persino coperto il collo.
- Scollatura a balconcino: scollatura simile alle coppe di un reggiseno, che sostiene ed evidenzia il seno dell'indossatrice.
- Scollatura a V: scollatura a forma di V che evidenzia più o meno il seno dell'indossatrice.

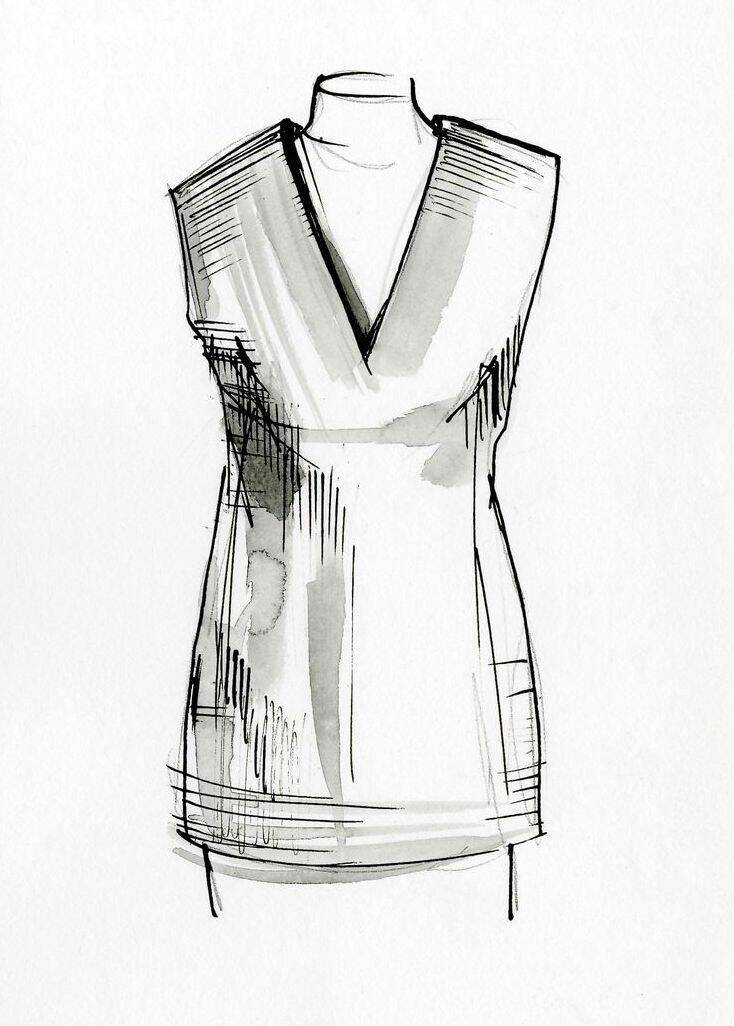
Disegno di scollatura a V.

Si fa riferimento al termine scollatura anche nel caso della parte posteriore di un vestito, quando cioè è la schiena ad essere lasciata più o meno nuda.

## Décolleté
Dalla lingua francese è stato importato il termine "décolleté", con il quale spesso si indica la porzione di pelle lasciata scoperta dalla scollatura, anche se in molti casi i due termini hanno assunto significati analoghi.
Lo stesso termine è utilizzato anche per indicare un tipo di scarpe femminili, che lasciano scoperta parte anteriore del piede. In questo caso il termine francese decollete è spesso italianizzato scrivendo semplicemente scarpe decolté.